# オードナンス QF 95mm榴弾砲
オードナンス QF 95mm榴弾砲 （英語: Ordnance QF 95 mm howitzer）は、第二次世界大戦後期に運用されたイギリス陸軍の95mm榴弾砲。
戦車砲型と牽引式野戦砲型の2種類が開発されたが、戦車砲型のみが量産され、実戦で運用された。

## 概要
QF 95mm榴弾砲は、戦車部隊での支援攻撃に用いるCS（Close Support, 近接支援型）戦車に装備された3インチ榴弾砲の後継として1942年ごろから開発が始まり、1944年頃からチャーチル Mk.V、クロムウェル Mk.VI、セントー Mk.IV CSなどの戦車に装備され実戦投入された。
使用する弾薬は重量25ポンドの固定弾薬で、QF 3.7インチ山岳榴弾砲の弾薬を元に開発され、榴弾砲本体はQF 3.7インチ高射砲の砲身、QF 25ポンド砲の弾薬装填部、QF 6ポンド砲の駐退復座部を組み合わせて製作された。また、砲身先端にはバランスをとる為のカウンターウェイトが取り付けられていた。
牽引式タイプのQF 95mm歩兵榴弾砲（英語: Ordnance QF 95-mm infantry howitzer）も並行して開発されていたが、1943年に行われたテストで発射時に駐退復座器や砲架に過大なストレスが掛かっている事が判明した。設計変更が繰り返されたがこの問題は完全には解決せず、野戦砲タイプの開発は1945年にキャンセルされた。

## 装備した車両
- チャーチル Mk.V / Mk.VIII
- クロムウェル Mk.VI / Mk.VIII
- セントー Mk.IV

イギリス海兵隊装甲支援群がノルマンディー上陸作戦で実戦投入した。
- センチュリオン Mk.4

センチュリオン Mk.1を改造してテストされた。試作のみ。